# Панамериканский чемпионат по дзюдо 1999
Панамериканский чемпионат по дзюдо 1999 года прошёл 12-14 ноября в столице Уругвая Монтевидео под эгидой Панамериканского союза дзюдо. Чемпионат был 24-м по счёту. На чемпионате первенствовали представители Венесуэлы, завоевавшие 11 медалей: 5 золотых, 1 серебряную и 5 бронзовых. По ходу чемпионата награды получили спортсмены из 17 стран.

## Медалисты

### Мужчины
| Категория    | Золото                                     | Серебро                        | Бронза                                                           |
| ------------ | ------------------------------------------ | ------------------------------ | ---------------------------------------------------------------- |
| до 55 кг     | Хуан Батиста · Доминиканская Республика    | Крус Хирам · Пуэрто-Рико       | Нортон Ямане · Бразилия Эрмило Суарес · Мексика                  |
| до 60 кг     | Эмилиано Соса · Аргентина                  | Даниэль Гарсес · Бразилия      | Брэндон Грешкович · США Дерлли Бернал · Перу                     |
| до 66 кг     | Энрике Гимарайш · Бразилия                 | Алекс Оттиано · США            | Мигель Мендоса · Сальвадор Людвиг Ортис · Венесуэла              |
| до 73 кг     | Эдуардо Манглес · Венесуэла                | Эрнст Ларак · Гаити            | Серхио Оливейра · Бразилия Герман Корреа · Перу                  |
| до 81 кг     | Флавиу Канту · Бразилия                    | Ариэль Сганга · Аргентина      | Рик Хоун · США Даниэль Инсуа · Венесуэла                         |
| до 90 кг     | Хосе Геральдино · Доминиканская Республика | Марсель Арагао · Бразилия      | Габриэль Лама · Чили Диего Росати · Аргентина                    |
| до 100 кг    | Франк Видал · Куба                         | Ато Хэнд · США                 | Хуан Геральдино · Колумбия Алекс Матос · Бразилия                |
| свыше 100 кг | Дуглас Кардосо · Венесуэла                 | Фернандо Фигуэйредо · Бразилия | Ригоберто Трухильо · Куба Хосе Васкес · Доминиканская Республика |

### Женщины
| Категория   | Золото                         | Серебро                      | Бронза                                                                  |
| ----------- | ------------------------------ | ---------------------------- | ----------------------------------------------------------------------- |
| до 44 кг    | Лейда Ансола · Венесуэла       | Магали Серон · Мексика       | Мария Соса · Уругвай                                                    |
| до 48 кг    | Даниэла Ползин · Бразилия      | Каролин Лепаг · Канада       | Джулиана Родригес · Эквадор Роселис Гуаракан · Венесуэла                |
| до 52 кг    | Хиллари Вольф · США            | Катя Майя · Бразилия         | Рубения Кастро · Сальвадор Жаклин Диас · Венесуэла                      |
| до 57 кг    | Элен Уилсон · США              | Алисия Эррера · Венесуэла    | Таня Феррейра · Бразилия Бриджит Лестрейд · Канада                      |
| до 63 кг    | Софи Робердж · Канада          | Даниэла Круковер · Аргентина | Элеукадия Варгас · Доминиканская Республика Рудимар Флеминг · Венесуэла |
| до 70 кг    | Сиомара Гриффит · Венесуэла    | Сандра Бахер · США           | Мари-Элен Чисхольм · Канада Дэнис Оливейра · Бразилия                   |
| до 78 кг    | Маринела Астудилло · Венесуэла | Кимберли Риббл · Канада      | Сильвана Филиппи · Аргентина Эми Тонг · США                             |
| свыше 78 кг | Жасинт Мэлони · Канада         | Кармен Чала · Эквадор        | Присцила Маркес · Бразилия Эстела Рилей · Панама                        |

## Медальный зачёт
*   Принимающая страна (Уругвай)
| Место           | Страна                   | Золото | Серебро | Бронза | Всего |
| --------------- | ------------------------ | ------ | ------- | ------ | ----- |
| 1               | Венесуэла                | 5      | 1       | 5      | 11    |
| 2               | Бразилия                 | 3      | 4       | 6      | 13    |
| 3               | США                      | 2      | 3       | 3      | 8     |
| 4               | Канада                   | 2      | 2       | 2      | 6     |
| 5               | Доминиканская Республика | 2      | 0       | 2      | 4     |
| 6               | Аргентина                | 1      | 2       | 2      | 5     |
| 7               | Куба                     | 1      | 0       | 1      | 2     |
| 8               | Мексика                  | 0      | 1       | 1      | 2     |
| 8               | Эквадор                  | 0      | 1       | 1      | 2     |
| 10              | Гаити                    | 0      | 1       | 0      | 1     |
| 10              | Пуэрто-Рико              | 0      | 1       | 0      | 1     |
| 12              | Перу                     | 0      | 0       | 2      | 2     |
| 12              | Сальвадор                | 0      | 0       | 2      | 2     |
| 14              | Колумбия                 | 0      | 0       | 1      | 1     |
| 14              | Панама                   | 0      | 0       | 1      | 1     |
| 14              | Уругвай*                 | 0      | 0       | 1      | 1     |
| 14              | Чили                     | 0      | 0       | 1      | 1     |
| Всего стран: 17 | Всего стран: 17          | 16     | 16      | 31     | 63    |